# Lag Arfwidsson
Lag Arfwidsson representerade Sverige i EM i curling 1978. Laget leddes av skippern Inga Arfwidsson och övriga deltagare var Barbro Arwidsson, Ingrid Appelqvist och Gunvor Björhäll. Laget kom från Norrköpings CK.

## Meriter
- Europamästerskap 
  - Guld 1978